# Aquaria (группа)
Aquaria — симфо-пауэр-метал-группа из Рио-де-Жанейро, основанная в 1999 году. Изначально коллектив назывался Uirapuru. Под этим именем они выпустили два демо: Here Comes The Life и Flames Of Trinity. Специализированные бразильские и зарубежные СМИ назвали группу «восходящей звездой» бразильского пауэр-метала.
В 2005 группа выпустила свой дебютный альбом Luxaeterna на лейблах Scarecrow Records / Marquee Avalon. 
24 января 2007 года группа объявила о том, что новым гитаристом коллектива стал Густаво ди Падуя. Их второй альбом Shambala был выпущен в Японии 21 сентября 2007 года.

## История
Группа Aquaria дебютировала под названием Uirapuru, что в переводе с португальского означает крапивник голосистый, выпустив, в 2000 году, свой первый ЕР Here Comes the Life и Flames of Trinity, в 2001 году. Песни «Here Comes the Life» и «And Let the Show Begin» позже будут включены в дебютный альбом Luxaeterna коллектива, уже сменившего название на Aquaria. Между выпуском Luxaeterna и  Shambala, в группе появился новый гитарист — Густаво ди Падуя. С ним группа записала альбом  Shambala, включая бонус-трек «Neo» с участием популярной японской группы JAM Project. Члены группы Рикардо Круз и Хиронобу Кагэяма исполнили партии на  японском.

## Состав
- Витор Вейга — вокал
- Роберто Скрипиллити — гитара
- Фернандо Джиованетти — бас-гитара
- Альберто Кури — клавишные
- Бруно В. Агра — ударные
- Густаво ди Падуя — гитара

Бывшие участники
- Леандро Гомеш — гитара
- Леандро Касойло — вокал
- Рик Мура — гитара

## Дискография
Альбомы
- Luxaeterna (2005)
- Shambala (2007)

Под именем Uirapuru:
- Here Comes The Life (2001)
- Flames Of Trinity (2002)